# Escut de Piera
L'escut de Piera és el símbol heràldic de la vila de Piera, a la comarca de l'Anoia. L'escut té un precedent històric amb diverses versions. Un exemple d'això és l'esgrafiat, de la mà de Ferran Serra Sala, a la torre de la dreta de la Plaça del Peix. Actualment, s'empra una composició posterior a la Guerra Civil que no s'adhereix al decret de la Generalitat de Catalunya sobre la denominació, els símbols i el registre d'ens locals de Catalunya. Segons la pàgina oficial sobre l'escut de l'Ajuntament de Piera, aquest escut incompleix aquest decret en sis aspectes: la corona, els ornaments, la senyera, les lletres interiors, la figura asseguda i el perímetre de l'escut. Per aquest motiu, oficialment Piera no té un escut reconegut per a la Generalitat de Catalunya.

## Propostes d'escut
Ja al 1990, l'Ajuntament de Piera va demanar al Conseller d'Heràldica de Governació quin seria l'escut adient per a la vila. En aquell moment es va proposar la corona de baronia, l'escut encaironat, el bàcul i el sudari de l'abadessa, i a l'interior dos caps de l'alabarda, una senyera i els vuit punts de Pedralbes. El setembre de 2009, la Direcció General d'Administració Local va organitzar l'exposició "La força de l'escut", amb la intervenció del director general de l'ens, Carles Bassaganya, i l'assessor d'heràldica i genealogia de Catalunya, Armand de Fluvià. En la xerrada, de Fluvià va fer una proposta d'escut acaironat, amb el cap de l'alabarda a l'interior (únic a Catalunya) i la corona de Baronia. Piera és dels pocs municipis de la comarca de l'Anoia que encara no ha adoptat un escut oficial, per aquest motiu des de l'Ajuntament de Piera es va voler organitzar una participació ciutadana per tal de decidir-se entre les dues opcions existents d'escut.